# Blåsvala
Blåsvala (Hirundo atrocaerulea) är en utrotningshotad afrikansk fågel i familjen svalor.

## Utseende och läte
Blåsvalan är en mörk och liten svala med mycket förlängda yttre stjärtpennor, varvid dess kroppslängd kan uppgå till hela 25 cm. Fjäderdräkten verkar helsvart, men i solljus syns en djupblå metallisk anstrykning. Hona och ungfågel har kortare stjärtpennor. Liknande svartsvalan är mattsvart och har kortare, mindre kluven stjärt. Lätet beskrivs som ett "chip" eller "chip-chip", i spelflykt mer melodiskt "bee-bee-bee-bee".

## Utbredning och systematik
Blåsvalan förekommer i östra Sydafrika och västra Swaziland. Vintertid flyttar den så långt norrut som till norra Kenya och södra Uganda. Den behandlas som monotypisk, det vill säga att den inte delas in i några underarter.

## Status och hot
Blåsvalan tros ha en liten världspopulation på endast 1500–3000 vuxna individer och minskar dessutom i antal till följd av habitatförstörelse, både på häckplats och övervintringsområdena. Internationella naturvårdsunionen IUCN kategoriserar den därför som starkt hotad.